# Ladislas de Głogów
Ladislas de Głogów (polonais : Władysław Głogowski, tchèque : Vladislav Těšínsko-Hlohovský, allemand : Wladislaus von Teschen) (né vers 1420-14 février 1460) fut duc de Cieszyn de 1431 à 1442 conjointement avec ses frères et à partir de 1442 seul duc de la moitié de Głogów et de Ścinawa dite en allemand Groß-Glogau.

## Origine
Ladislas est le second fils du duc Boleslas Ier de Cieszyn et de sa seconde épouse Euphémie, fille de Siemovit IV de Mazovie.

## Biographie
Après la mort de son père en 1431, Ladislas règne conjointement avec ses frères, comme corégents mais sous la tutelle de leur mère, sur la totalité du duché de Cieszyn. La division du duché intervient le 29 novembre 1442, et il reçoit comme part la moitié de Głogów et Ścinawacomme seul duc bien qu'il continue à s'intituler duc de Cieszyn-Głogów.
Il intervient peu dans la politique de Cieszyn. La seule trace de son activité est liée à l'accord qu'il donne à la cession du duché Siewierz par son frère Venceslas Ier en 1443 et il décide de restreindre son activité sur Głogów. Toutefois le principal acte de sa carrière politique est sa participation en 1447 au couronnement à Cracovie de Casimir IV comme roi de Pologne. En Bohême le duc de Głogów soutient le roi  Georges de Podebrady et le 24 août 1459, Ladislas, et les autres dynastes Piast de Silésie rendent l'Hommage féodal à Georges à Swidnica et combattent dans ses rangs près  Wrocław. Il est gravement blessé lors du siège de cette ville le 1er octobre 1459 et meurt de ses blessures le 14 février suivant.

## Union
En décembre 1444 Ladislas épouse  Marguerite de Cilley (née en 1411–22 juillet 1480), fille de Herman III de Celje et veuve de Herman Ier comte de Montfort z Brégence und  Pfannberg. Ils n'ont pas d'enfants.

## Succession
Dans ses dernières volontés, Ladislas laisse ses domaines conjointement à son épouse Margareta comme douaire ou  Oprawa wdowia et à son frère Przemysław II, qui règnera ensuite sur la totalité de la moitié de Głogów et de Ścinawa. Przemysław II déposé en 1476, meurt l'année suivante. Sa moitié de Głogów et de Ścinawa est annexée à la Couronne de Bohême; cependant, Margareta demeure à Głogów et défend la cité contre les revendications de Jean II le Fou, ancien duc Żagań, qui après un siège de sept semaines le 1er mai 1480 prend la ville et réunifie la totalité du duché de Głogów après près de  150 années de séparation.

## Sources
- (en) Cet article est partiellement ou en totalité issu de l’article de Wikipédia en anglais intitulé « Władysław of Głogów » (voir la liste des auteurs), édition du 31 août 2014.
- (en) & (de) Peter Truhart, Regents of Nations, K. G Saur Münich, 1984-1988 (ISBN 359810491X), art. « Glogau (Pol. Głogów) + Freystadt, Gross-Glogau, Steinau », p.  2.450.
- (de) Europaïsche Stammtafeln Vittorio Klostermann, Gmbh, Francfort-sur-le-Main, 2004  (ISBN 3465032926), Die Herzoge von Auschwitz †1495/97, von Zator †1513 und von Tost †1464 sowie die Herzoge von Teschen 1315-1625 resp. 1653  des Stammes der Piasten  Volume III Tafel 16.